# Soul (альбом Коулмена Гокінса)
Soul — студійний альбом американського джазового саксофоніста Коулмена Гокінса, випущений у 1959 році лейблом Prestige Records.

## Опис
Саксофоніст Коулмен Гокінс (якому на той момент було 52 роки) зробий цей запис за участі досить молодої ритм-секції (включаючи гітариста Кенні Беррелла і піаніста Рея Бранта), під час якої він грає медодично декілька стандартів і оригінальних композицій.

## Список композицій
1. «Soul Blues» (Коулмен Гокінс) — 9:52
2. «I Hadn't Anyone Till You» (Рей Нобл) — 4:40
3. «Groovin'» (Кенні Беррелл) — 5:49
4. «Greensleeves» (народна) — 3:18
5. «Sunday Mornin'» (Кенні Беррелл) — 6:35
6. «Until the Real Thing Comes Along» (Семмі Кан, Сол Чаплін, Л.Е. Фрімен, Менн Голайнер, Альберта Ніколс) — 4:48
7. «Sweetnin'» (Коулмен Гокінс) — 6:49

## Учасники запису
- Коулмен Гокінс — тенор-саксофон
- Кенні Беррелл — гітара
- Рей Браянт — фортепіано
- Венделл Маршалл — контрабас
- Озі Джонсон — ударні

Технічний персонал
- Есмонд Едвардс — продюсер
- Айра Гітлер — текст